# Montréal ville ouverte
Montréal, ville ouverte est une série télévisée québécoise en treize épisodes de 50 minutes scénarisée par Lise Payette et diffusée entre le 16 janvier et le 9 avril 1992 sur le réseau TVA.

## Synopsis
L'action se déroule dans le contexte montréalais des années 1940 et 1950 alors que l'avocat Pacifique Plante lutte contre le crime dans la ville.
La série s'inspire de faits réels. Le titre provient d'une série d'articles que Plante avait écrits dans le quotidien Le Devoir à l'époque.

## Fiche technique
- Scénario : Lise Payette
- Réalisation : Alain Chartrand
- Producteur exécutif : Luc Wiseman
- Producteurs : Jean Bissonnette, Jean-Claude Lespérance
- Société de production : Avanti Ciné Vidéo

## Distribution
- Michel Côté : Me Pacifique « Pax » Plante
- Raymond Cloutier : Me Jean Drapeau
- Jean Lapointe : Juge François Caron
- Denise Filiatrault : Lucie Delicato
- Dominique Michel : Anna Beauchamp
- Pierre Brisset des Nos : Pierre Desmarais
- Vincent Bilodeau : Jacques Francœur
- Roger Léger : Marcel Bonneau
- Patricia Tulasne : Pierrette Bonneau
- Robert Desroches : Camillien Houde
- Carl Alacchi : Harry Davis
- Richard Jutras : Louis Bercovitz
- Aubert Pallascio : Chef Fernand Dufresne
- Marie-France Marcotte : Thérèse Bourdages
- Yvan Benoît : Paul Constantineau
- Michel Forget : Albert Langlois
- Germain Houde : Henri Forgues
- Claude Grisé : Angelo Bisante
- Normand Chouinard : Gérard Filion
- Roberto Medile : Vincent « Vic » Cotroni
- Marcel Sabourin : J.-Omer Asselin
- Julie McClemens : Cécile
- Christine Anthony : Mary Lou
- Denis Bernard : Armand Courval
- Claude Blanchard : Eddy Bélanger
- Sabrina Boudot : Lily St-Cyr
- Nathalie Breuer : Lola Deslongchamps
- Anne Bédard : Jacqueline Sirois
- Paul Cagelet : Nain Tarzan
- Sylvie Côté : Gros Lolos
- Martin Dion : Ronald Drapeau
- Louis-Georges Girard : Me Rodolphe Godin
- Jean-Michel Henry : Michel Chartrand
- Caroline Lavoie : Greta
- Danielle Leduc : Marie-Claire Drapeau
- Gérard Poirier : Joseph-Napoléon Drapeau
- Phil Spensley : Max Shapiro
- François Tassé : Me Camirand
- Pierre Verville : Robert LaPalme
- André Vézina : Médecin
- Diane St-Jacques : Mlle Plouffe
- Michel Daigle : Inspecteur Leroux
- Mark Walker : Conseiller municipal
- Carmen Ferlan : Mme Kay
- Donald Pilon : Constable Olivier Guindon
- Pierre Chagnon : Eddie Bélanger
- Jean Deschênes : Capitaine Beaudet
- Pierre Carl Trudeau : Constable
- Claude Laroche : Chanoine Lionel Groulx
- Deano Clavet : Dino
- Paul Dion : Eugène « Frisé » Lamarche
- Pierre Drolet : Charles Barnes
- Roger Garceau : Juge Léonce Plante
- Marc Gélinas : Boxman Charlie
- Réjean Guénette : Lieutenant O'Neil
- Laurent Imbault : Constable, poste 4
- Robert Lalonde : Adhémar Raynault
- Robert Lavoie : Constable, poste 4
- Yvon Leroux : Me Ubald Boisvert
- Benoît Marleau : Constable Darius Grignon
- Isabelle Ouimet : Simonne Monet-Chartrand
- Jean-Louis Paris : Georges Pelletier
- Dominique Pétin : Carmen Delicato
- Julien Poulin : Capitaine Arthur Taché
- André Richard : Me Alphonse Patenaude